# Madrid–Barcelona-vasútvonal
A Madrid–Barcelona-vasútvonal egy egy 699,7 km hosszúságú, részben kétvágányú (csak Zaragoza és Reus között egyvágányú), 3 kV egyenárammal villamosított 1 668 mm nyomtávolságú vasútvonal a spanyol főváros, Madrid és Katalónia legnagyobb városa, Barcelona között Spanyolországban.
Tulajdonosa az ADIF, a járatokat a RENFE üzemelteti.
Jelentősége jelentősen csökkent a távolsági forgalomban, miután elkészült a normál nyomtávolságú Madrid–Barcelona nagysebességű vasútvonal 2008-ban.

## Története
1941-ben, a spanyolországi vasútvonalak államosításával a vonal a Renfe kezébe került. 2004. december 31-től a Renfe Operadora üzemelteti a vonalat, míg az ADIF a vasúti infrastruktúra tulajdonosa.

## Képgaléria

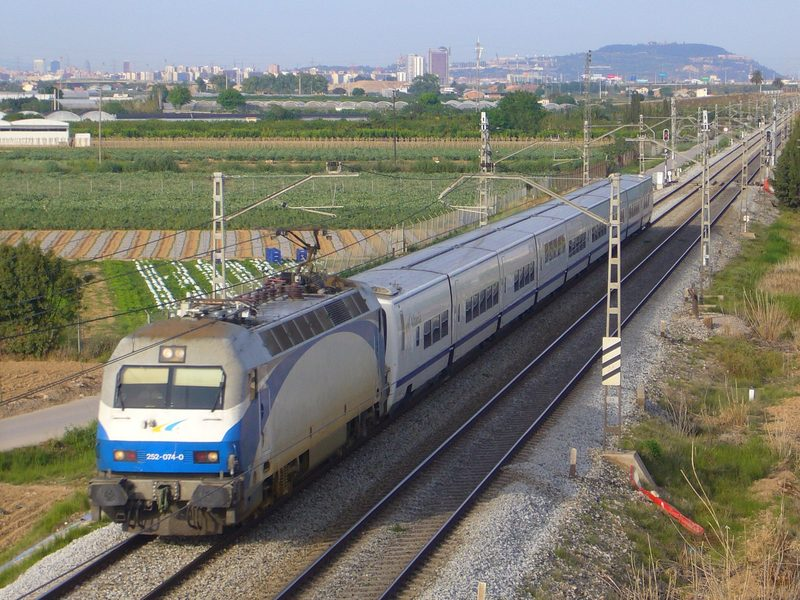
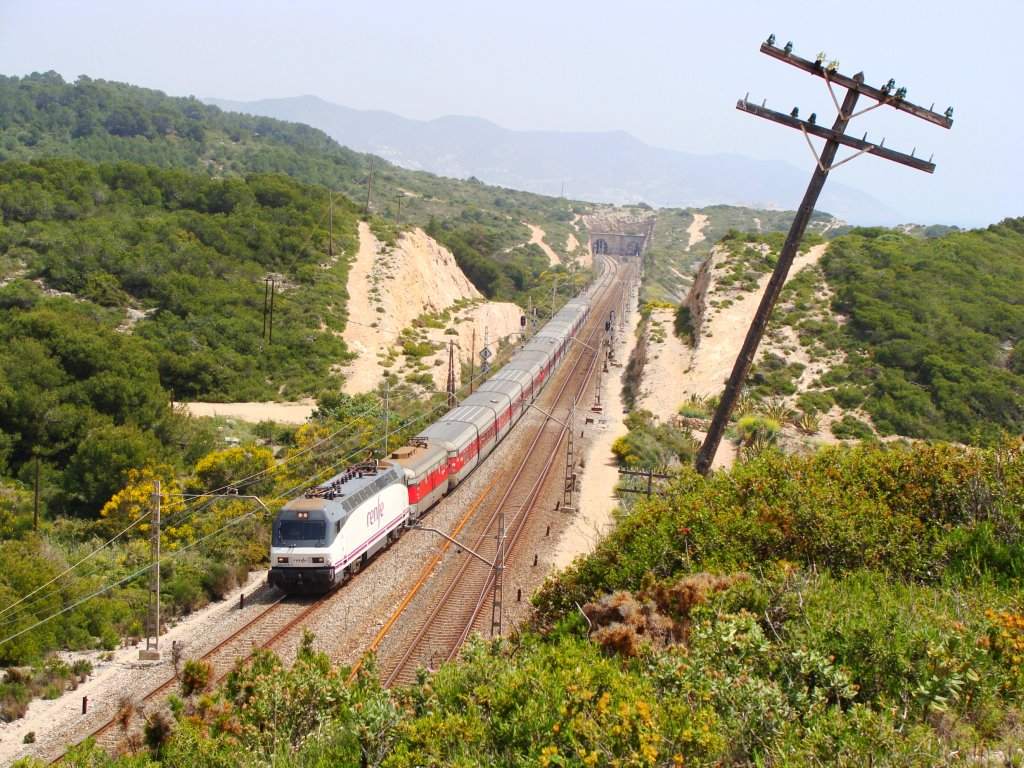
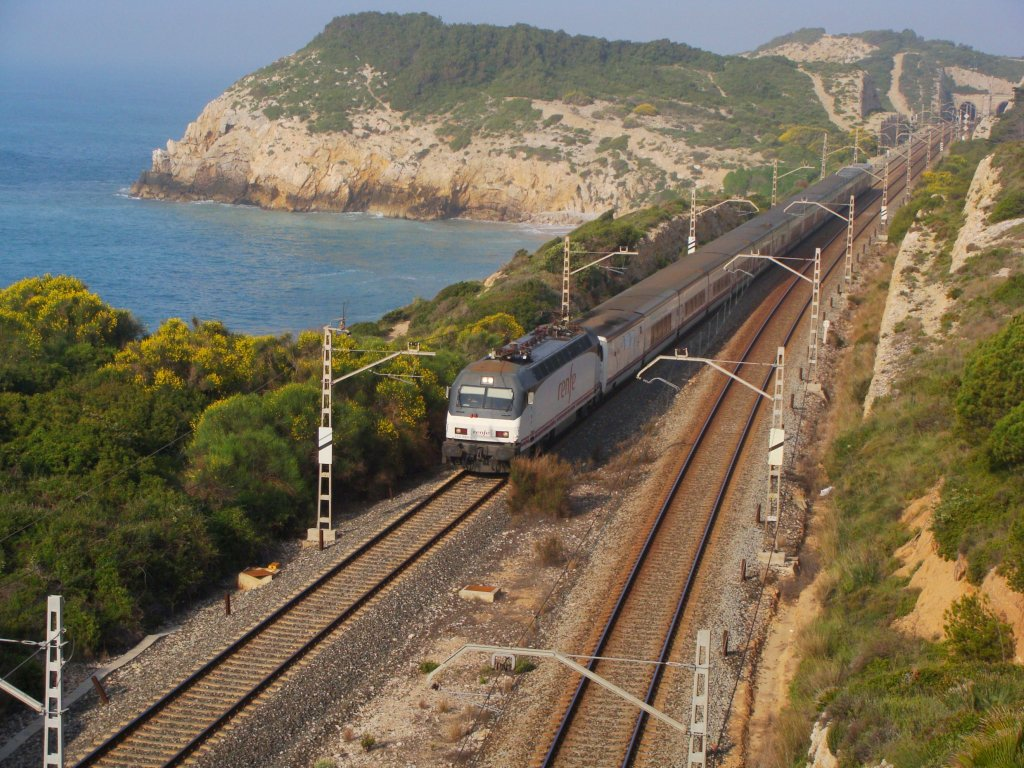
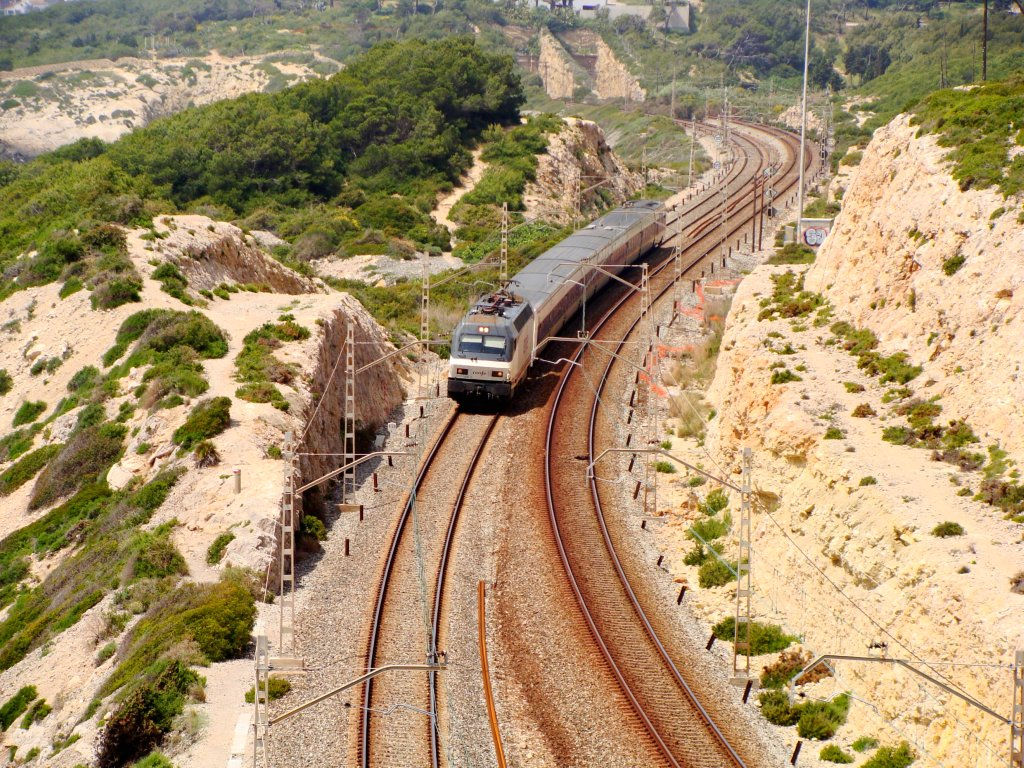
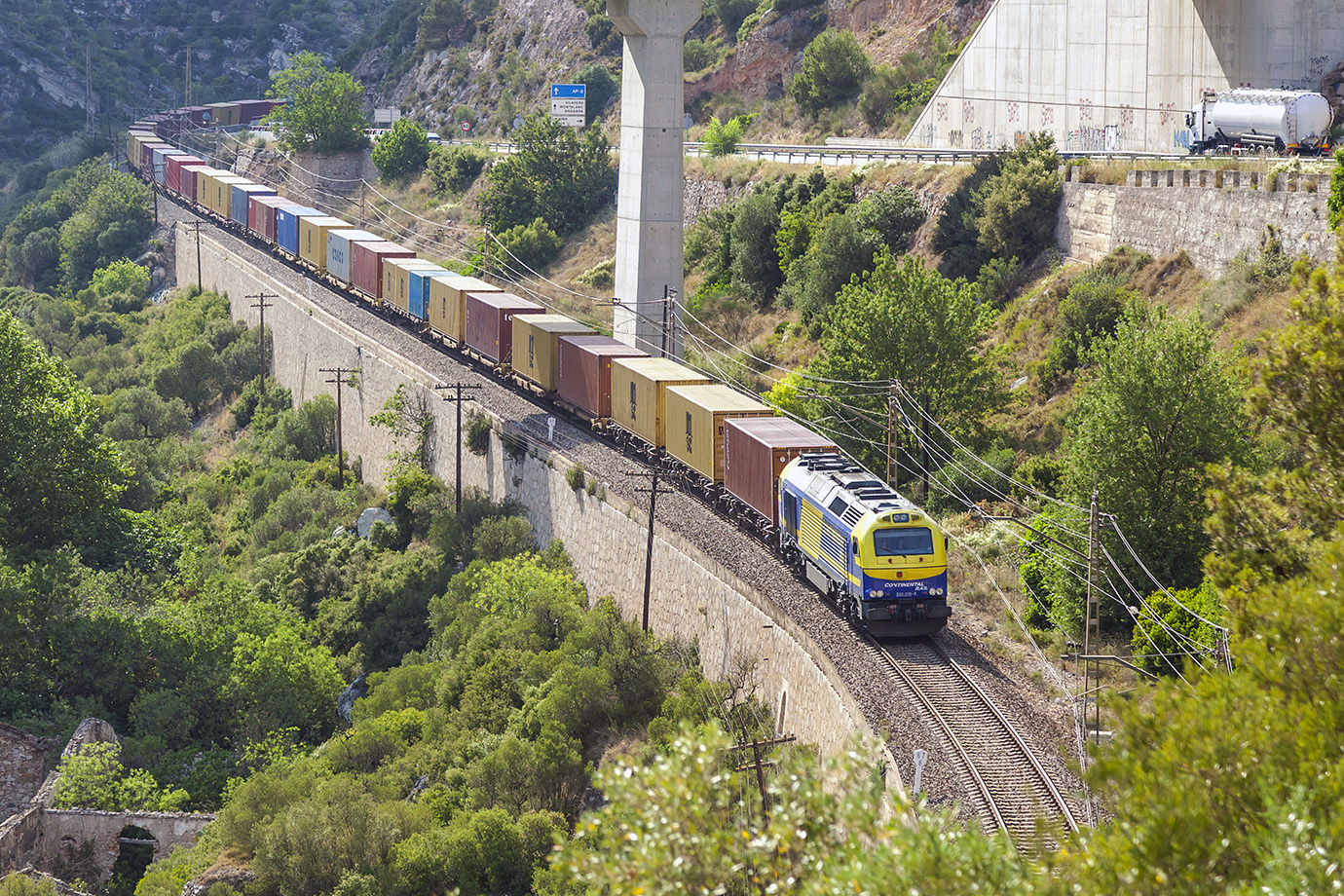
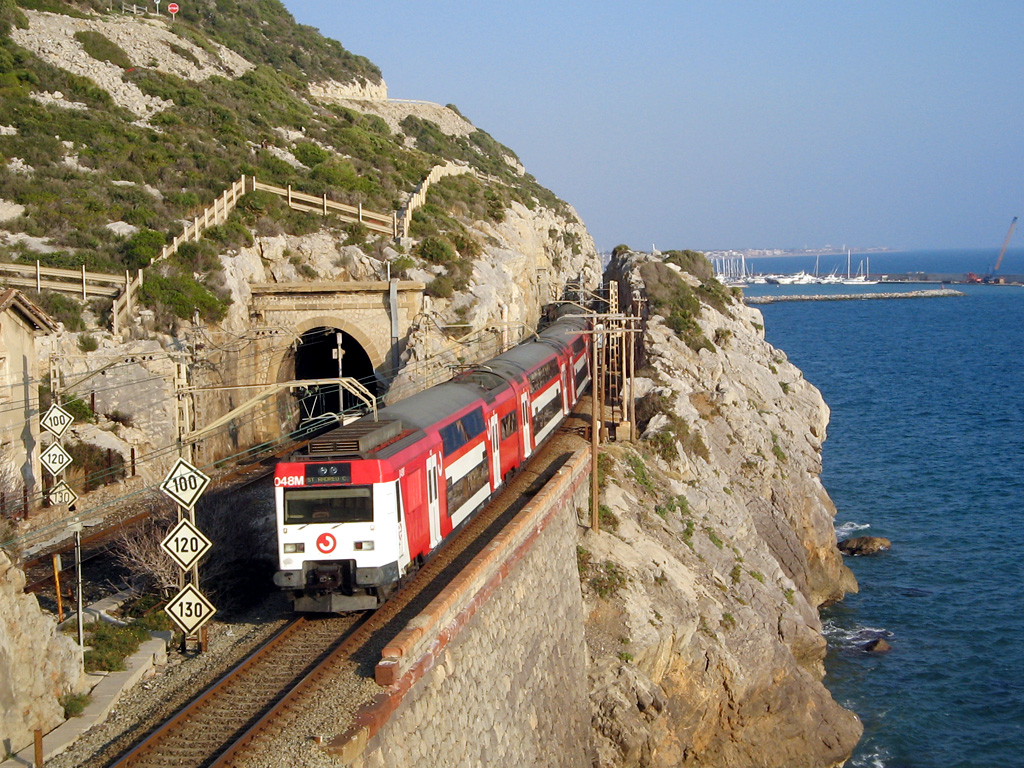
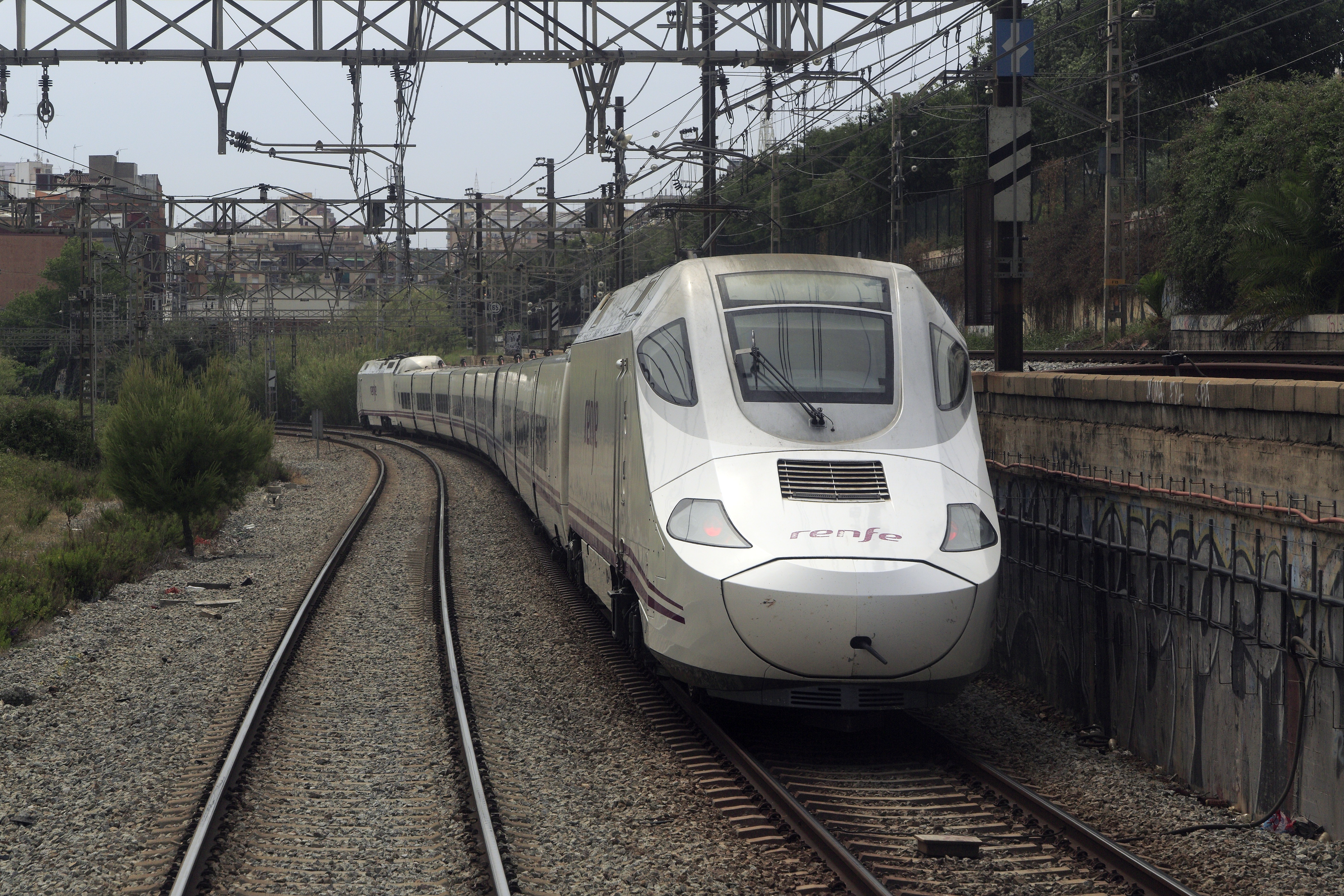
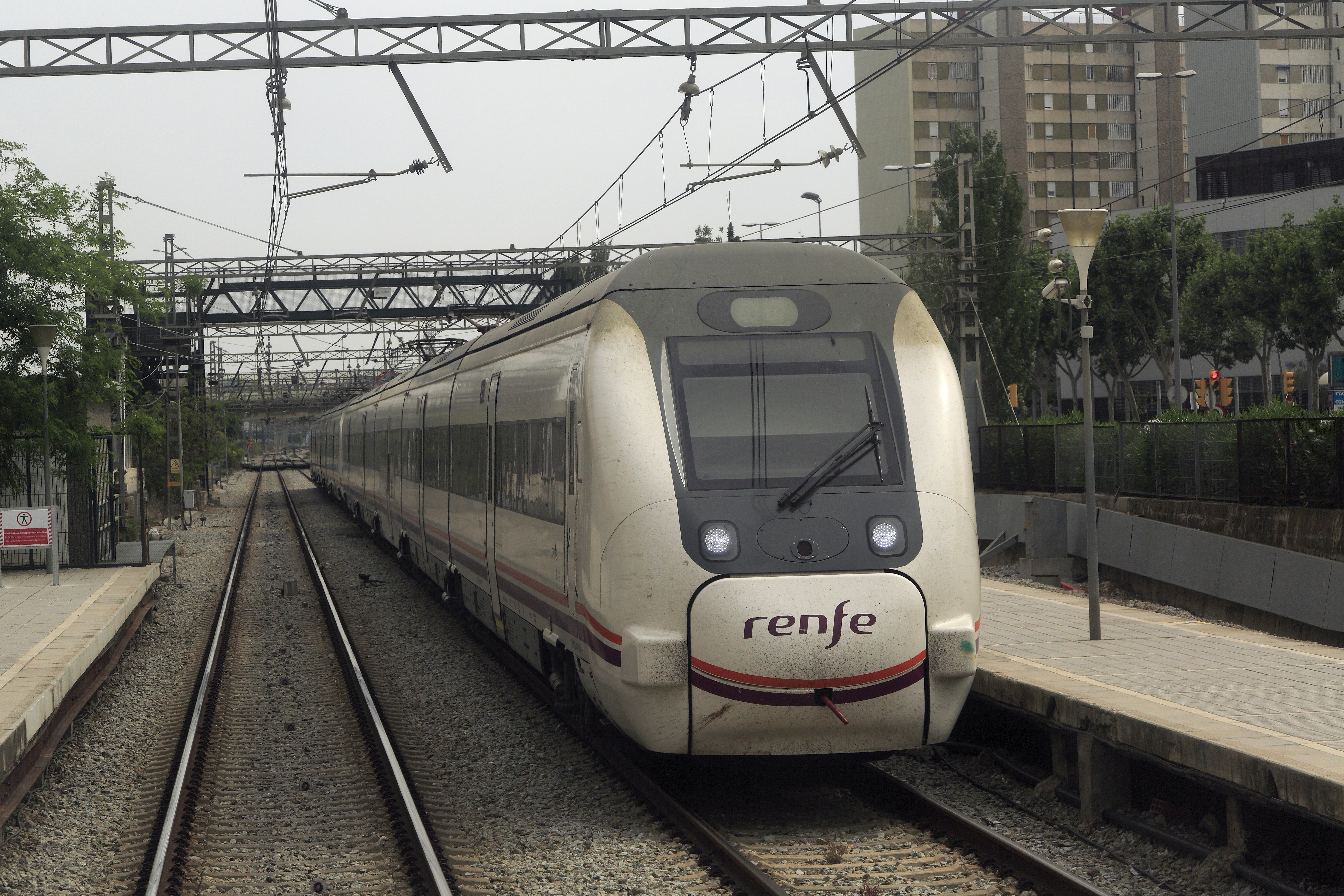
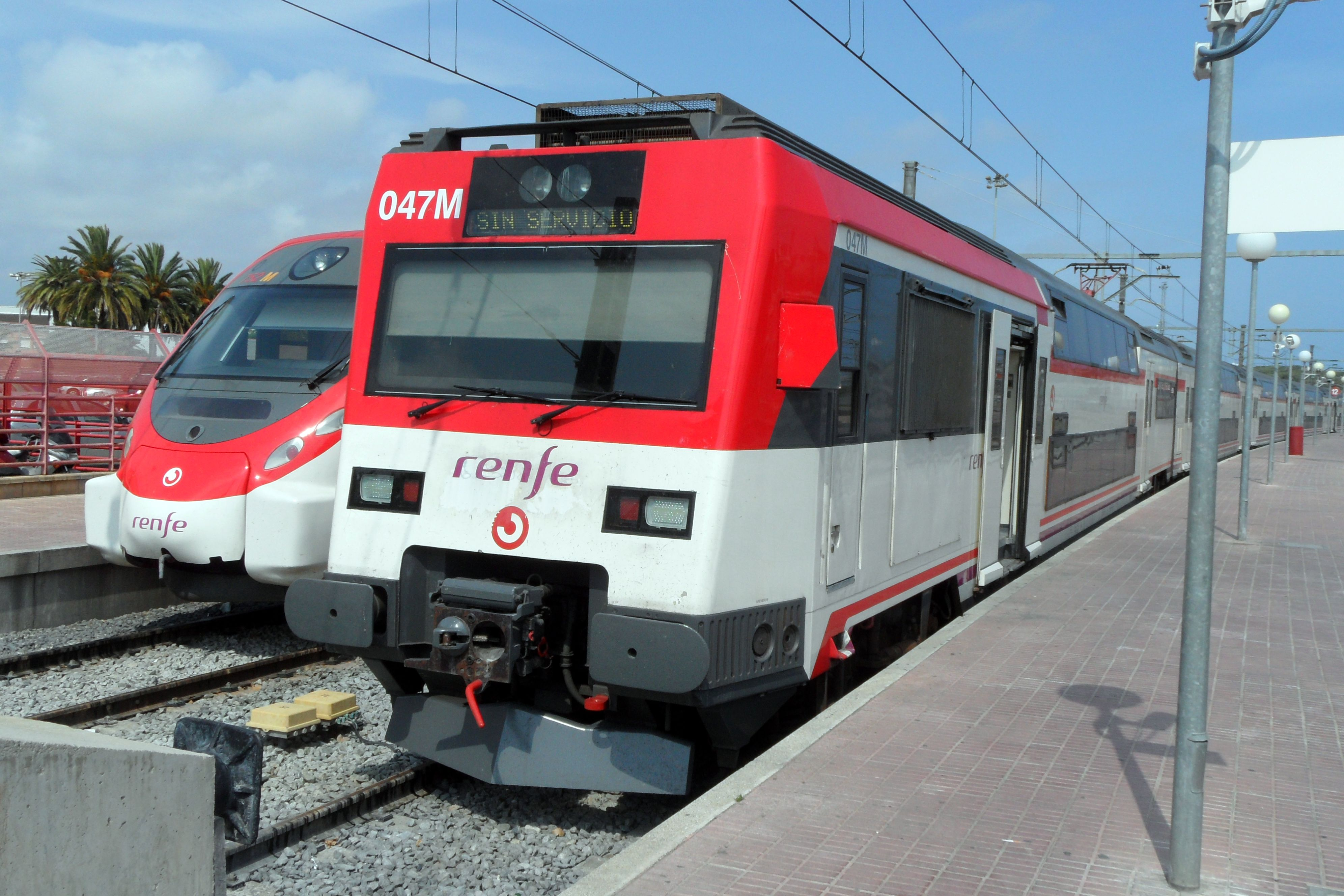
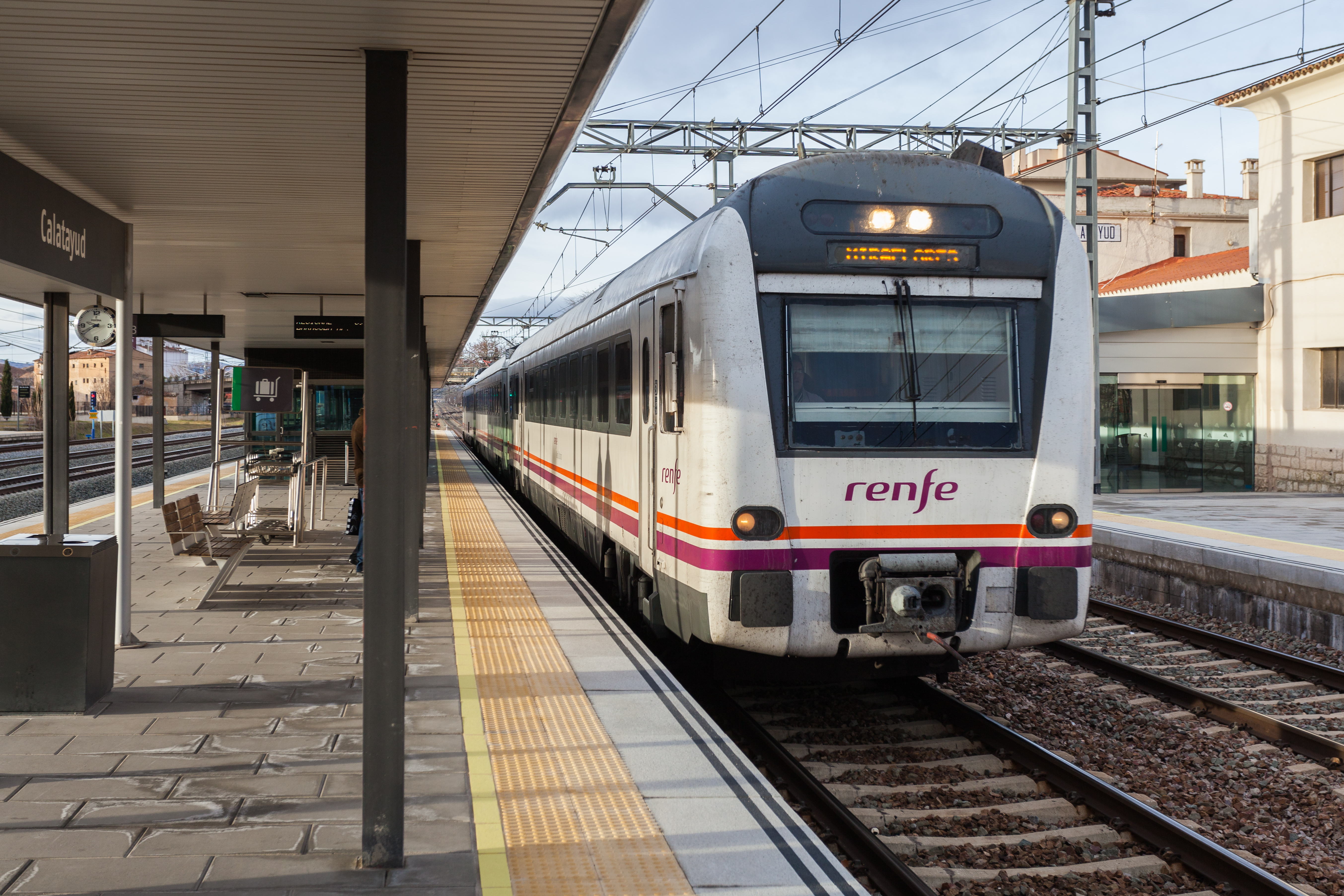
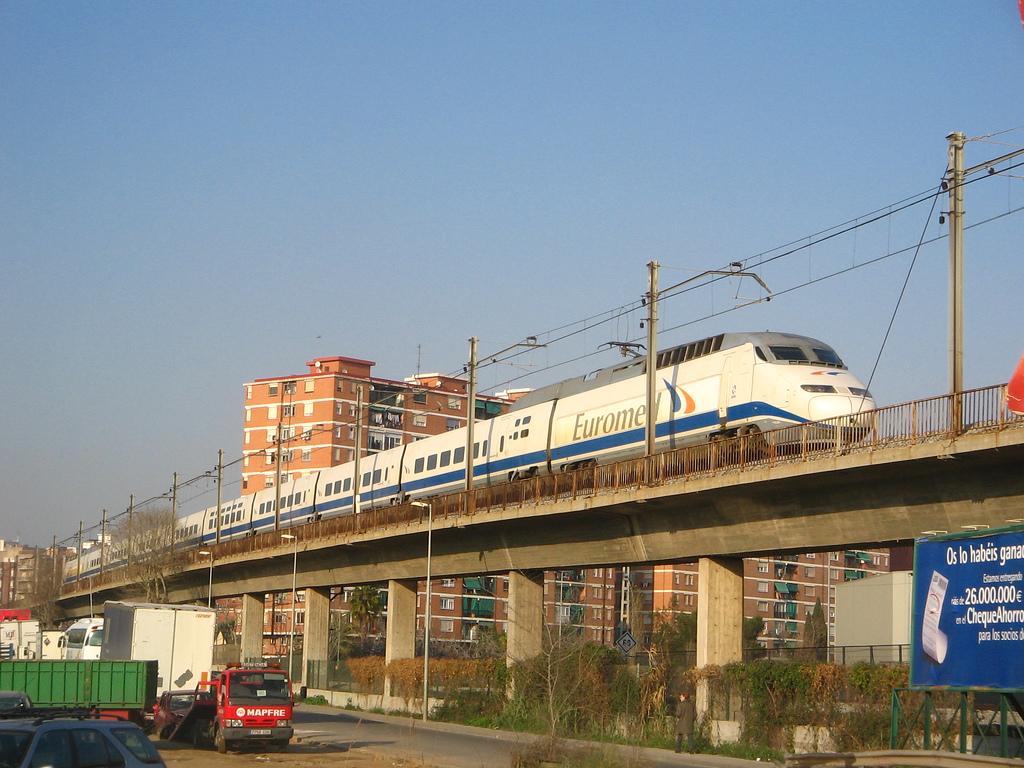
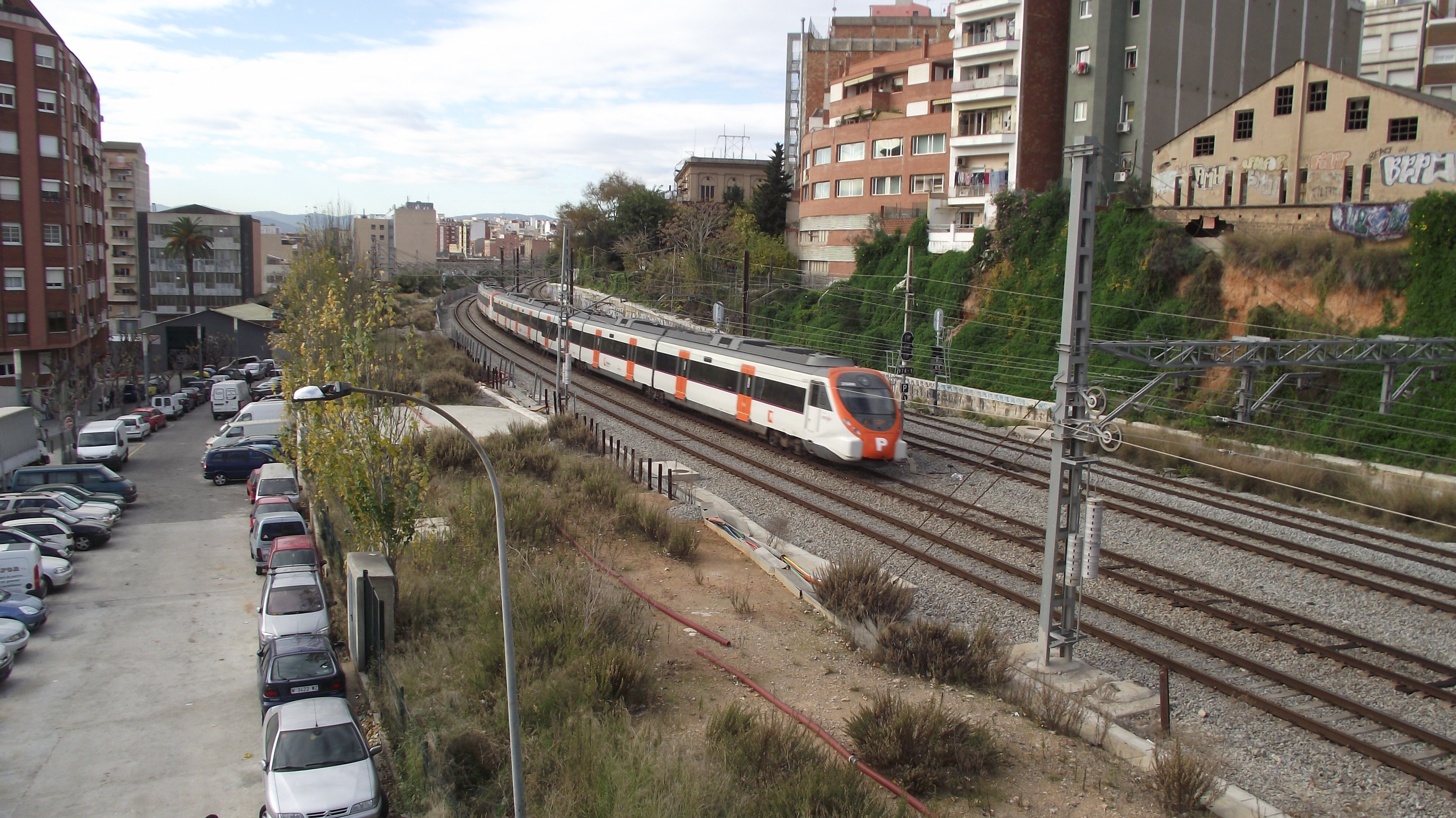
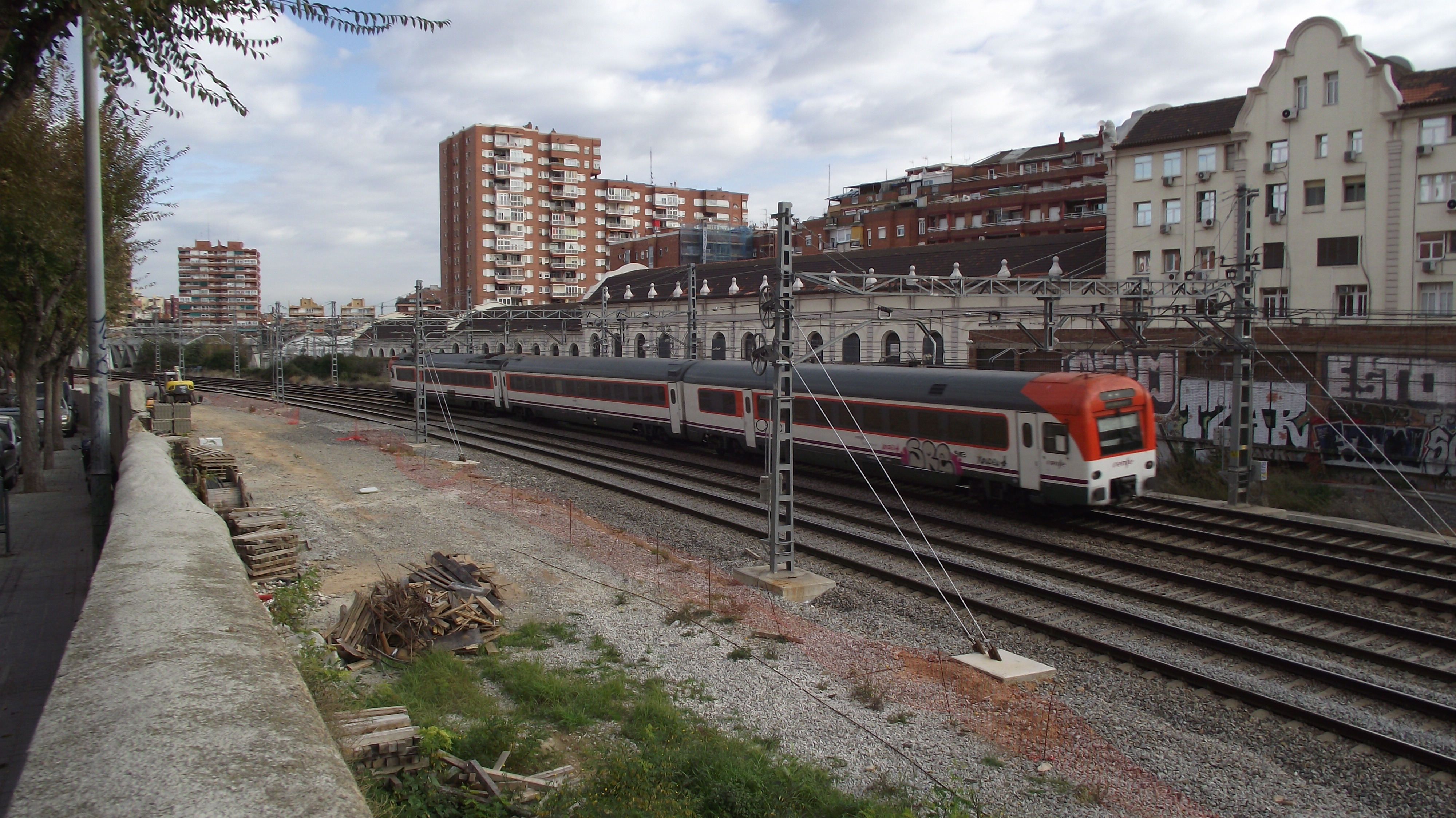
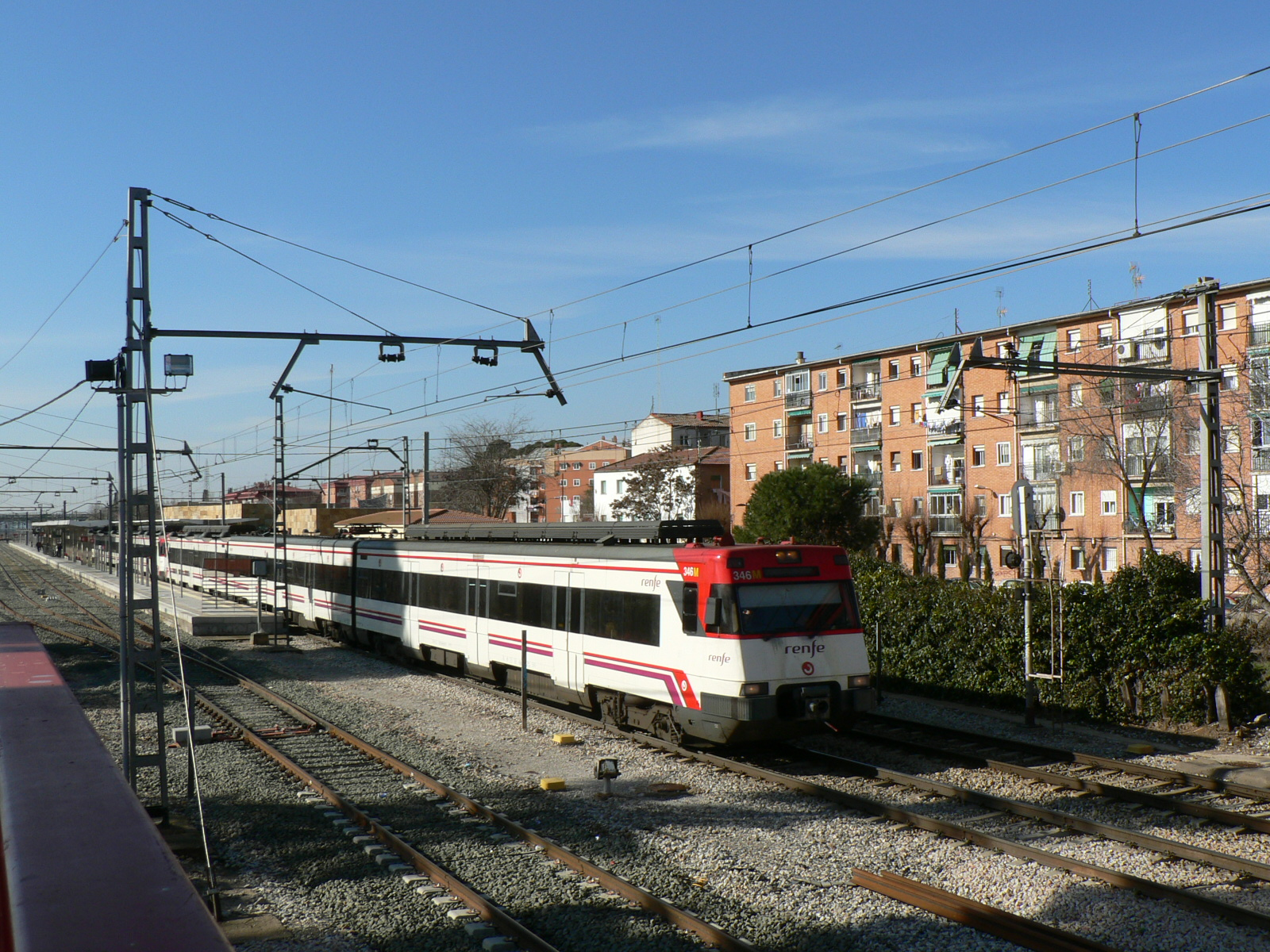

## Forgalom

### Elővárosi forgalom
| Szolgáltatás | Útvonal                      | <<                | >>                     | Állomások | Jármű                                                                   | Menetidő |
| ------------ | ---------------------------- | ----------------- | ---------------------- | --- | ----------------------------------------------------------------------- | -------- |
| – Madrid     |                              | Madrid-Chamartín  | Guadalajara            | Nuevos Ministerios – Recoletos – Madrid-Atocha – Asamblea de Madrid-Entrevías – El Pozo – Vallecas – Santa Eugenia – Vicálvaro – Coslada – San Fernando – Torrejón de Ardoz – La Garena – Alcalá de Henares – Alcalá Universidad – Meco – Azuqueca | RENFE 446 sorozat RENFE 447 sorozat RENFE 450 sorozat                   | 1:09 h   |
| – Madrid     | Línea C-7 (Cercanías Madrid) | Madrid-Chamartín  | Alcalá de Henares      | Nuevos Ministerios – Recoletos – Madrid-Atocha – Asamblea de Madrid-Entrevías – El Pozo – Vallecas – Santa Eugenia – Vicálvaro – Coslada – San Fernando – Torrejón de Ardoz – La Garena                                                            | RENFE 446 sorozat RENFE 447 sorozat RENFE 465 sorozat RENFE 450 sorozat | 0:49 h   |
| – Zaragoza   |                              | Casetas           | Miraflores             | Utebo – Zaragoza-Delicias – Zaragoza-Portillo – Zaragoza-Goya – Miraflores | RENFE 463 sorozat                                                       | 0:08 h   |
| – Barcelona  |                              | Granollers        | Castelldefels          | Paseo de Gracia – Barcelona-Sants – Bellvitge – El Prat de Llobregat – Viladecans – Gavá | RENFE 450 sorozat                                                       | 0:59 h   |
| – Barcelona  |                              | Massanet-Massanas | Aeropuerto de El Prat  | Paseo de Gracia – Barcelona-Sants – Bellvitge – El Prat de Llobregat | RENFE 450 sorozat                                                       | 1:35 h   |
| – Barcelona  |                              | Barcelona-Francia | San Vicente de Calders | Paseo de Gracia – Barcelona-Sants – Bellvitge – El Prat de Llobregat – Viladecans – Gavá – Castelldefels – Playa de Castelldefels – Garraf – Sitges – Villanueva y Geltrú – Cubellas – Cunit – Segur de Calafell – Calafell                        | RENFE 450 sorozat                                                       | 1:12 h   |

### Regionális forgalom
| Szolgáltatás    | Útvonal | <<                | >>                       | Állomások | Jármű             | Menetidő |
| --------------- | ------- | ----------------- | ------------------------ | --- | ----------------- | -------- |
| Regional        | R3      | Madrid-Chamartín  | Sigüenza                 | Alcalá de Henares – Guadalajara – Yunquera de Henares – Humanes – Espinosa de Henares – Carrascosa de Henares – Jadraque – Matillas – Baides | RENFE 470 sorozat | 1:39 h   |
| Regional Exprés | R3      | Madrid-Chamartín  | Zaragoza-Delicias        | Guadalajara – Jadraque – Sigüenza – Arcos de Jalón – Ariza – Calatayud | RENFE 440 sorozat | 3:30 h   |
| Regional Exprés | R3      | Madrid-Chamartín  | Arcos de Jalón           | Alcalá de Henares – Guadalajara – Yunquera de Henares – Humanes – Espinosa de Henares – Carrascosa de Henares – Jadraque – Matillas – Baides – Sigüenza – Torralba – Medinaceli | RENFE 440 sorozat | 2:10 h   |
| Regional        | R3      | Arcos de Jalón    | Zaragoza-Delicias        | Santa María de Huerta – Monreal de Ariza – Ariza – Cetina – Alhama de Aragón – Ateca – Terrer – Calatayud – Embid de Jalón – Paracuellos-Sabiñán – Sabiñán – Morés – Purroy – Morata de Jalón – Ricla-La Almunia – Calatorao – Salillas de Jalón – Épila – Rueda de Jalón-Lumpiaque – Plasencia de Jalón – Grisen                                                                                                | RENFE 470 sorozat | 2:07 h   |
| TRD             | R4      | Madrid-Chamartín  | Soria                    | Alcalá de Henares – Guadalajara – Jadraque – Sigüenza – Torralba | RENFE 594 sorozat | 1:32 h   |
| Regional        | 34      | Zaragoza-Delicias | Mora la Nueva            | Zaragoza-Portillo – Miraflores – El Burgo de Ebro – Fuentes de Ebro – Pina de Ebro – Quinto – La Zaida-Sástago – Azaila – La Puebla de Híjar – Samper – Escatrón – Chiprana – Caspe – Val de Pilas – Fabara – Nonaspe – Fayón-Puebla de Masaluca – Ribarroja de Ebro – Flix – Ascó | RENFE 440 sorozat | 2:54 h   |
| Regional Exprés | 34      | Zaragoza-Delicias | Barcelona-Francia        | Zaragoza-Portillo – Miraflores – Quinto – La Zaida-Sástago – La Puebla de Híjar – Samper – Caspe – Val de Pilas – Fabara – Nonaspe – Fayón-Puebla de Masaluca – Ribarroja de Ebro – Flix – Ascó – Mora la Nueva – Marsá-Falset – Borjas del Campo – Reus – Vilaseca – Tarragona – Torredembarra – San Vicente de Calders – Villanueva y Geltrú – Barcelona-Sants – Barcelona-Paseo de Gracia – Barcelona-Francia | RENFE 440 sorozat | 5:04 h   |
| Regional Exprés |         | Lérida            | Barcelona-Francia        | San Vicente de Calders – Villanueva y Geltrú – Barcelona-Sants – Barcelona-Paseo de Gracia – Barcelona-Francia | RENFE 440 sorozat | 0:48 h   |
| Regional        |         | Lérida            | Barcelona-Francia        | Tarragona – Altafulla-Tamarit – Torredembarra – San Vicente de Calders – Villanueva y Geltrú – Barcelona-Sants – Barcelona-Paseo de Gracia | RENFE 440 sorozat | 1:18 h   |
| Regional Exprés |         | Caspe             | Barcelona-Francia        | Val de Pilas – Fabara – Nonaspe – Fayón-Puebla de Masaluca – Ribarroja de Ebro – Flix – Ascó – Mora la Nueva – Marsá-Falset – Borjas del Campo – Reus – Vilaseca – Tarragona – Torredembarra – San Vicente de Calders – Villanueva y Geltrú – Barcelona-Sants – Barcelona-Paseo de Gracia | RENFE 440 sorozat | 3:20 h   |
| Regional        |         | Tarragona         | Barcelona-Francia        | Altafulla-Tamarit – Torredembarra – San Vicente de Calders – Calafell – Segur de Calafell – Cunit – Cubellas – Villanueva y Geltrú – Sitges – Castelldefels – Gavá – Barcelona-Sants – Barcelona-Paseo de Gracia | RENFE 440 sorozat | 1:46 h   |
| Regional Exprés |         | Barcelona-Francia | Vinaroz – Valencia-Norte | Barcelona-Paseo de Gracia – Barcelona-Sants – Villanueva y Geltrú – San Vicente de Calders – Torredembarra – Altafulla-Tamarit – Tarragona | RENFE 440 sorozat | 1:18 h   |